# Fußballclub Carl Zeiss Jena 1991-1992
Questa voce raccoglie le informazioni riguardanti il Fußballclub Carl Zeiss Jena nelle competizioni ufficiali della stagione 1991-1992.

## Stagione
Nella stagione 1991-1992 il Carl Zeiss Jena, allenato da Klaus Schlappner, concluse il campionato di 2. Bundesliga al 5º posto. In Coppa di Germania il Carl Zeiss Jena fu eliminato al primo turno dal Fürth.

## Rosa
| N. |                     | Ruolo | Calciatore         |
| -- | ------------------- | ----- | ------------------ |
|    | Germania (bandiera) | P     | Perry Bräutigam    |
|    | Germania (bandiera) | P     | Jens Weißgärber    |
|    | Germania (bandiera) | D     | Danny Bach         |
|    | Germania (bandiera) | D     | Günther Baerhausen |
|    | Germania (bandiera) | D     | Udo Fankhänel      |
|    | Germania (bandiera) | D     | Jens Gerlach       |
|    | Germania (bandiera) | D     | Thomas Ludwig      |
|    | Germania (bandiera) | D     | Michael Molata     |
|    | Germania (bandiera) | D     | Jens-Uwe Penzel    |
|    | Germania (bandiera) | D     | Christian Preuße   |
|    | Germania (bandiera) | D     | Lutz Radtke        |
|    | Germania (bandiera) | D     | Uwe Szangolies     |
|    | Germania (bandiera) | D     | Matthias Wentzel   |
|    | Germania (bandiera) | C     | Frank Eschler      |

| N. |                     | Ruolo | Calciatore       |
| -- | ------------------- | ----- | ---------------- |
|    | Germania (bandiera) | C     | Olaf Holetschek  |
|    | Germania (bandiera) | C     | Michael Junker   |
|    | Germania (bandiera) | C     | Stefan Meixner   |
|    | Germania (bandiera) | C     | Jürgen Raab      |
|    | Germania (bandiera) | C     | Mario Röser      |
|    | Germania (bandiera) | C     | Bernd Schneider  |
|    | Germania (bandiera) | C     | Olaf Schreiber   |
|    | Germania (bandiera) | C     | Burkhard Steiner |
|    | Germania (bandiera) | C     | Axel Wittke      |
|    | Germania (bandiera) | C     | Steffen Ziffert  |
|    | Germania (bandiera) | A     | Carsten Klee     |
|    | Germania (bandiera) | A     | Timo Löhnert     |
|    | Germania (bandiera) | A     | Heiko Weber      |

## Organigramma societario
Area tecnica
- Allenatore: Klaus Schlappner
- Allenatore in seconda:
- Preparatore dei portieri:
- Preparatori atletici:

## Calciomercato

### Sessione estiva
| Acquisti | Acquisti         | Acquisti                   | Acquisti |
| R.       | Nome             | da                         | Modalità |
| -------- | ---------------- | -------------------------- | -------- |
| D        | Jens Gerlach     | Magdeburgo                 |          |
| A        | Timo Löhnert     | Eisenhüttenstädter Stahl   |          |
| D        | Michael Molata   | Carl Zeiss Jena (juniores) |          |
| C        | Olaf Schreiber   | Zwickau                    |          |
| C        | Burkhard Steiner | Rot-Weiss Essen            |          |
| D        | Uwe Szangolies   | BFC Dynamo                 |          |
| C        | Axel Wittke      | Eisenhüttenstädter Stahl   |          |

| Cessioni | Cessioni          | Cessioni        | Cessioni |
| R.       | Nome              | a               | Modalità |
| -------- | ----------------- | --------------- | -------- |
| C        | Stefan Böger      | Hansa Rostock   |          |
| C        | Karsten Böttcher  | Rot-Weiß Erfurt |          |
| D        | Henning Bürger    | Schalke 04      |          |
| A        | Munever Krajišnik | Lokeren         |          |
| A        | Henry Lesser      | Borussia Fulda  |          |
| D        | Heiko Peschke     | Uerdingen 05    |          |

### Sessione invernale
| Acquisti | Acquisti        | Acquisti | Acquisti |
| R.       | Nome            | da       | Modalità |
| -------- | --------------- | -------- | -------- |
| C        | Steffen Ziffert | Chemnitz |          |

| Cessioni | Cessioni | Cessioni | Cessioni |
| R.       | Nome     | a        | Modalità |
| -------- | -------- | -------- | -------- |

## Risultati

### 2. Bundesliga

#### Girone di andata
| Arbitro: | Krug |

|  |           |          |
|  | Marcatori | 66’ Klee |

| Arbitro: | Schmidhuber |

|               |           |            |
| Schreiber 17’ | Marcatori | 24’ Preetz |

| Arbitro: | Prengel |

|                 |           |  |
| Naawuh 70’, 74’ | Marcatori |  |

| Arbitro: | Leimert |

|                                     |           |                |
| Simon 13’ Täuber 56’ Eichenauer 72’ | Marcatori | 74’ Szangolies |

| Arbitro: | Assenmacher |

|                    |           |            |
| Schreiber 23’, 63’ | Marcatori | 76’ Hainer |

| Arbitro: | Harder |

|  |           |                      |
|  | Marcatori | 44’ Raab 90’ Löhnert |

| Arbitro: | Fleske |

|                             |           |  |
| Schreiber 36’ Fankhänel 54’ | Marcatori |  |

| Homburg 6 settembre 1991, ore 19:00 CEST 8ª giornata | Homburg  | 0 – 0 referto | Carl Zeiss Jena | Waldstadion (3 000 spett.)\| Arbitro: \| Lehnardt \| |
| Arbitro:                                             | Lehnardt |               |                 |                                                      |

| Arbitro: | Scheuerer |

|             |           |  |
| Wentzel 29’ | Marcatori |  |

| Arbitro: | Schmidt |

|                 |           |                |
| Hönnscheidt 33’ | Marcatori | 40’ Holetschek |

| Arbitro: | Führer |

|                                                    |           |                               |
| Wittke 11’ (rig.) Klee 29’ Schreiber 57’ Weber 87’ | Marcatori | 8’ Fincke 22’ Spies 81’ Simon |

#### Girone di ritorno
| Arbitro: | Heynemann |

|                     |           |                              |
| Ludwig 23’ Raab 64’ | Marcatori | 26’ Hobsch 55’, 60’ Turowski |

| Arbitro: | Domurat |

|             |           |  |
| Schüler 84’ | Marcatori |  |

| Arbitro: | Berg |

|               |           |          |
| Schreiber 41’ | Marcatori | 49’ Lust |

| Arbitro: | Müller |

|                                          |           |         |
| Schreiber 24’ Holetschek 26’ Löhnert 89’ | Marcatori | 8’ Weiß |

| Monaco di Baviera 2 novembre 1991, ore 15:00 CET 16ª giornata | Monaco 1860 | 0 – 0 referto | Carl Zeiss Jena | Stadion an der Grünwalder Straße (3 500 spett.)\| Arbitro: \| Heynemann \| |
| Arbitro:                                                      | Heynemann   |               |                 |                                                                            |

| Arbitro: | Föckler |

|                |           |              |
| Holetschek 82’ | Marcatori | 61’ Heidrich |

| Halle 16 novembre 1991, ore 15:00 CET 18ª giornata | Hallescher  | 0 – 0 referto | Carl Zeiss Jena | Kurt-Wabbel-Stadion (3 000 spett.)\| Arbitro: \| Assenmacher \| |
| Arbitro:                                           | Assenmacher |               |                 |                                                                 |

| Arbitro: | Bußhardt |

|                                     |           |               |
| Fankhänel 6’ Raab 33’ Schreiber 63’ | Marcatori | 36’ Jurgeleit |

| Arbitro: | Müller |

|  |           |              |
|  | Marcatori | 5’ Fankhänel |

| Arbitro: | Leimert |

|                  |           |           |
| Löhnert 41’, 68’ | Marcatori | 37’ Lopes |

| Arbitro: | Brückner |

|           |           |  |
| Simon 90’ | Marcatori |  |

### 2. Bundesliga

#### Girone di andata
| Arbitro: | Werthmann |

|                                             |           |           |
| Wentzel 30’ Szangolies 77’ (rig.) Weber 90’ | Marcatori | 70’ Gries |

| Arbitro: | Funken |

|                            |           |  |
| Röser 67’ (aut.) Zeyer 84’ | Marcatori |  |

| Arbitro: | Kentsch |

|          |           |  |
| Boer 25’ | Marcatori |  |

| Jena 28 marzo 1992, ore 15:00 CET 26ª giornata | Carl Zeiss Jena | 0 – 0 referto | Saarbrücken | Ernst-Abbe-Sportfeld (5 200 spett.)\| Arbitro: \| Wiesel \| |
| Arbitro:                                       | Wiesel          |               |             |                                                             |

| Arbitro: | Löwer |

|                      |           |          |
| Hecking 32’ Lust 50’ | Marcatori | 85’ Raab |

| Arbitro: | Blüthgen |

|                          |           |                         |
| Cardoso 5’ Jurgeleit 63’ | Marcatori | 53’ Wentzel 84’ Löhnert |

| Arbitro: | Werthmann |

|             |           |                           |
| Löhnert 73’ | Marcatori | 41’ Todt 84’ (rig.) Braun |

| Arbitro: | Kiefer |

|         |           |                           |
| Klee 8’ | Marcatori | 38’ Heidrich 85’ Barsikow |

| Arbitro: | Rubel |

|            |           |  |
| Preetz 44’ | Marcatori |  |

| Arbitro: | Mölm |

|                                        |           |                      |
| Wittke 35’ Löhnert 45’ Raab 72’ (rig.) | Marcatori | 5’ Hecking 61’ Wolff |

### Coppa di Germania
| Arbitro: | Domberg |

|           |           |  |
| Ebner 76’ | Marcatori |  |

## Statistiche

### Statistiche di squadra
| Competizione      | Punti | In casa | In casa | In casa | In casa | In casa | In casa | In trasferta | In trasferta | In trasferta | In trasferta | In trasferta | In trasferta | Totale | Totale | Totale | Totale | Totale | Totale | DR |
| Competizione      | Punti | G       | V       | N       | P       | Gf      | Gs      | G            | V            | N            | P            | Gf           | Gs           | G      | V      | N      | P      | Gf     | Gs     | DR |
| ----------------- | ----- | ------- | ------- | ------- | ------- | ------- | ------- | ------------ | ------------ | ------------ | ------------ | ------------ | ------------ | ------ | ------ | ------ | ------ | ------ | ------ | -- |
| 2. Bundesliga     | 27    | 11      | 7       | 3       | 1       | 22      | 13      | 11           | 3            | 4            | 4            | 6            | 8            | 22     | 10     | 7      | 5      | 28     | 21     | +7 |
| 2. Bundesliga     | -     | 5       | 2       | 1       | 2       | 8       | 7       | 5            | 0            | 1            | 4            | 3            | 8            | 10     | 2      | 2      | 6      | 11     | 15     | -4 |
| Coppa di Germania | -     | 0       | 0       | 0       | 0       | 0       | 0       | 1            | 0            | 0            | 1            | 0            | 1            | 1      | 0      | 0      | 1      | 0      | 1      | -1 |
| Totale            | 27    | 16      | 9       | 4       | 3       | 30      | 20      | 17           | 3            | 5            | 9            | 9            | 17           | 33     | 12     | 9      | 12     | 39     | 37     | +2 |

### Andamento in campionato
| Giornata  | 1 | 2 | 3 | 4 | 5 | 6 | 7 | 8 | 9 | 10 | 11 | 12 | 13 | 14 | 15 | 16 | 17 | 18 | 19 | 20 | 21 | 22 |
| --------- | - | - | - | - | - | - | - | - | - | -- | -- | -- | -- | -- | -- | -- | -- | -- | -- | -- | -- | -- |
| Luogo     | T | C | T | T | C | T | C | T | C | T  | C  | C  | T  | C  | C  | T  | C  | T  | C  | T  | C  | T  |
| Risultato | V | N | P | P | V | V | V | N | V | N  | V  | P  | P  | N  | V  | N  | N  | N  | V  | V  | V  | P  |
| Posizione | 2 | 4 | 5 | 5 | 5 | 5 | 5 | 5 | 5 | 5  |    |    |    |    |    |    |    |    |    |    |    |    |

Legenda:

Luogo: C = Casa; T = Trasferta. Risultato: V = Vittoria; N = Pareggio; P = Sconfitta.

### Statistiche dei giocatori
| Giocatore     | 2. Bundesliga | 2. Bundesliga | 2. Bundesliga | 2. Bundesliga | Coppa di Germania | Coppa di Germania | Coppa di Germania | Coppa di Germania | Totale   | Totale | Totale      | Totale     |
| Giocatore     | Presenze      | Reti          | Ammonizioni   | Espulsioni    | Presenze          | Reti              | Ammonizioni       | Espulsioni        | Presenze | Reti   | Ammonizioni | Espulsioni |
| ------------- | ------------- | ------------- | ------------- | ------------- | ----------------- | ----------------- | ----------------- | ----------------- | -------- | ------ | ----------- | ---------- |
| D. Bach       | 0             | 0             | 0             | 0             | 0                 | 0                 | 0                 | 0                 | 0        | 0      | 0           | 0          |
| G. Baerhausen | 0             | 0             | 0             | 0             | 0                 | 0                 | 0                 | 0                 | 0        | 0      | 0           | 0          |
| P. Bräutigam  | 22            | 0             | 1             | 1             | 1                 | 0                 | 0                 | 0                 | 23       | 0      | 1           | 1          |
| F. Eschler    | 12            | 0             | 0             | 0             | 0                 | 0                 | 0                 | 0                 | 12       | 0      | 0           | 0          |
| U. Fankhänel  | 22            | 3             | 4             | 0             | 1                 | 0                 | 1                 | 0                 | 23       | 3      | 5           | 0          |
| J. Gerlach    | 15            | 0             | 1             | 2             | 1                 | 0                 | 0                 | 1                 | 16       | 0      | 1           | 3          |
| O. Holetschek | 21            | 3             | 7             | 1             | 1                 | 0                 | 0                 | 0                 | 22       | 3      | 7           | 1          |
| M. Junker     | 0             | 0             | 0             | 0             | 0                 | 0                 | 0                 | 0                 | 0        | 0      | 0           | 0          |
| C. Klee       | 9             | 2             | 0             | 0             | 0                 | 0                 | 0                 | 0                 | 9        | 2      | 0           | 0          |
| T. Ludwig     | 17            | 1             | 2             | 1             | 1                 | 0                 | 1                 | 0                 | 18       | 1      | 3           | 1          |
| T. Löhnert    | 20            | 4             | 6             | 1             | 1                 | 0                 | 0                 | 0                 | 21       | 4      | 6           | 1          |
| S. Meixner    | 3             | 0             | 0             | 0             | 0                 | 0                 | 0                 | 0                 | 3        | 0      | 0           | 0          |
| M. Molata     | 4             | 0             | 0             | 0             | 1                 | 0                 | 1                 | 0                 | 5        | 0      | 1           | 0          |
| J. Penzel     | 20            | 0             | 7             | 0             | 0                 | 0                 | 0                 | 0                 | 20       | 0      | 7           | 0          |
| C. Preuße     | 1             | 0             | 0             | 0             | 0                 | 0                 | 0                 | 0                 | 1        | 0      | 0           | 0          |
| J. Raab       | 21            | 3             | 2             | 1             | 1                 | 0                 | 0                 | 0                 | 22       | 3      | 2           | 1          |
| L. Radtke     | 0             | 0             | 0             | 0             | 0                 | 0                 | 0                 | 0                 | 0        | 0      | 0           | 0          |
| M. Röser      | 0             | 0             | 0             | 0             | 0                 | 0                 | 0                 | 0                 | 0        | 0      | 0           | 0          |
| B. Schneider  | 1             | 0             | 0             | 0             | 1                 | 0                 | 0                 | 0                 | 2        | 0      | 0           | 0          |
| O. Schreiber  | 21            | 8             | 3             | 0             | 1                 | 0                 | 0                 | 0                 | 22       | 8      | 3           | 0          |
| B. Steiner    | 5             | 0             | 1             | 2             | 0                 | 0                 | 0                 | 0                 | 5        | 0      | 1           | 2          |
| U. Szangolies | 14            | 1             | 1             | 0             | 1                 | 0                 | 0                 | 0                 | 15       | 1      | 1           | 0          |
| H. Weber      | 14            | 1             | 1             | 0             | 1                 | 0                 | 0                 | 0                 | 15       | 1      | 1           | 0          |
| J. Weißgärber | 0             | 0             | 0             | 0             | 0                 | 0                 | 0                 | 0                 | 0        | 0      | 0           | 0          |
| M. Wentzel    | 15            | 1             | 4             | 0             | 0                 | 0                 | 0                 | 0                 | 15       | 1      | 4           | 0          |
| A. Wittke     | 19            | 1             | 2             | 0             | 1                 | 0                 | 0                 | 0                 | 20       | 1      | 2           | 0          |
| S. Ziffert    | 8             | 0             | 1             | 0             | 0                 | 0                 | 0                 | 0                 | 8        | 0      | 1           | 0          |